# Zelengrad
Zelengrad je selo u Zadarskoj županiji. 

## Upravna organizacija
Upravnom organizacijom dijelom je Grada Obrovca.

## Stanovništvo
| broj stanovnika | 373   | 411   | 463   | 522   | 597   | 625   | 471   | 717   | 575   | 664   | 688   | 624   | 558   | 512   | 44    | 77    | 73    |
|                 | 1857. | 1869. | 1880. | 1890. | 1900. | 1910. | 1921. | 1931. | 1948. | 1953. | 1961. | 1971. | 1981. | 1991. | 2001. | 2011. | 2021. |

## Događanja
Od 2011., u Zelengradu se krajem kolovoza održava manifestacija "Prisnacfest" posvećena očuvanju tradicije pripravljanja bukovačkog prisnaca - lokalne poslastice, kao i održavanju i oživljavanju niza drugih narodnih običaja. 